# Tahsin Özgüç

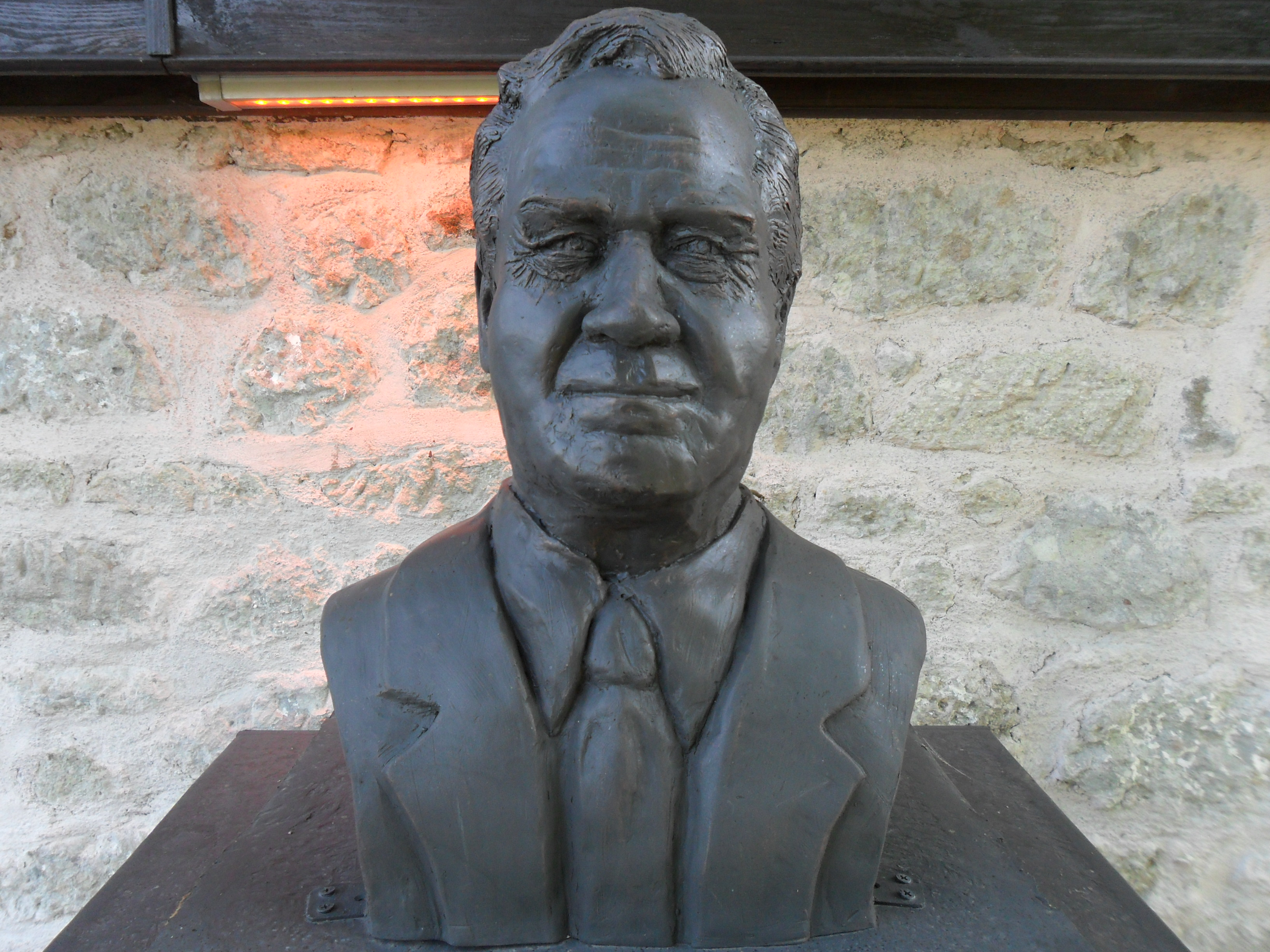
Büste im Tekkeköy Mağaraları Arkeoloji Vadisi Müze Evi

Tahsin Özgüç (* 20. März 1916 in Kardschali, heute Bulgarien; † 28. Oktober 2005 in Ankara) war ein türkischer Vorderasiatischer Archäologe.
Tahsin Özgüç und seine Ehefrau Nimet Özgüç gehörten zur ersten in der Türkei ausgebildeten Archäologengeneration. An der neu geschaffenen Universität Ankara waren unter anderem deutsche Exilanten wie der Archäologe Hans Henning von der Osten sowie die Altorientalisten Hans Gustav Güterbock und Benno Landsberger seine Lehrer. 1942 wurde er promoviert, 1945 Assistent, 1946 Dozent und 1954 schließlich Professor. Gastprofessuren führen ihn 1962 bis 1964 an das Institute for Advanced Study in Princeton, 1964 an die Universität des Saarlandes und 1975/76 an die Universität München.
1948 begann das Ehepaar Özgüç mit seiner bedeutendsten Arbeit, die es auf mehr als fünf Jahrzehnte beschäftigen sollte, der Ausgrabung in Kültepe, dem Ort der altassyrischen Handelsniederlassung Kaneš. Weitere Ausgrabungen führte Tahsin Özgüç unter anderem in Altıntepe im Nordosten der Türkei und in Maşat Höyük durch.
Neben seiner wissenschaftlichen Tätigkeit war Özgüç aktiv in der akademischen Selbstverwaltung, 1968/69 Dekan seines Fachbereiches und von 1969 bis 1980 neben seiner Tätigkeit als Archäologe Rektor der Universität Ankara. Außerdem hatte der Nestor der Vorderasiatischen Archäologie in der Türkei als Mitglied der Regierungskommission für die Reform des Erziehungswesens maßgeblich am Ausbau der Universitätslandschaft in der Türkei mitgewirkt.
Im Mai 2001 wurde ihm von der Freien Universität Berlin die Ehrendoktorwürde verliehen. Eine große Hethiter-Ausstellung am Ende des Jahres 2001 in Bonn ging auf Özgüçs Initiative zurück. Er war Mitglied der Bayerischen Akademie der Wissenschaften, des Archaeological Institute of America, des Deutschen Archäologischen Instituts, der British Academy und weiterer türkischer und internationaler Vereinigungen.